# 白国秀樹
白国 秀樹（しらくに ひでき、1970年8月7日 - ）は、大阪府出身の俳優。アングル・クリエイト、MA Fieldに所属していた。
本名は西山 秀樹。身長181cm。体重70kg。血液型A型。特技はサッカー、サーフィン。

## 出演作品

### 映画
- 集団左遷（1994年）
- 新ピーナッツ2
- 修羅がゆく シリーズ
  - 修羅がゆく6 東北激闘篇（1997年）
  - 修羅がゆく13 完結編（2000年）
- D（2000年） - 伊庭 役
- 極道三国志4 最後の博徒/血の抗争（2000年） - 福富孝則 役
- 修羅のみち シリーズ - 関東共住会大神組組員 梅木三郎 役
  - 修羅のみち 関東VS関西 全面戦争勃発（2001年）
  - 修羅のみち2 関西頂上決戦（2002年）
  - 修羅のみち3 広島・四国全面戦争（2002年）
  - 修羅のみち5 東北殺しの軍団（2002年）
  - 修羅のみち6 血染めの海峡（2003年）
  - 修羅のみち11 大阪最終血戦（2003年）
- GACHAPON!（2004年）

### テレビドラマ
- ガラスの家（1994年）
- 月曜ドラマスペシャル
  - 名探偵・金田一耕助シリーズ 第20作「悪魔の唇」（1994年）
  - フォトグラファー桜井美由紀 第2作「死都物語」（1997年）
- 龍-RON-（1995年）
- 双子探偵 第3話「怪物はどこにいる」（1999年）
- 天涯の花 第1話「地に咲く花」（1999年）
- 生きるための情熱としての殺人（2001年）
- 最後の弁護人（2003年） - 岡田智弘 役
- ラストプレゼント 娘と生きる最後の夏 第3話「逢えない」（2004年）
- 花嫁は厄年ッ! 第7話「思い出の線香花火」（2006年）
- 鉄板少女アカネ!! 第2話「勝負!! 絶品焼そば」（2006年）
- ホカベン 第4話「弁護ミスで告訴!? 借金男の罠」（2008年） - チンピラ 役

### テレビ番組
- なせばなるほど（1994年）
- EXスポーツ moto Street
- nakata.net TV - 司会
- バーチャルスリープ

### オリジナルビデオ
- 首都高速トライアルMAX（1996年） - 仙道誠 役
- 雪月花

### 舞台
- 嗚呼・冒険王
- THE ANONYMITY
- STAKE! - 原案・出演
- タクラマカン
- ダンサー
- ハッピーエンド
- メリケン - 企画・出演
- 夢の湖
- レディマン レディース
- Kiss Me You〜がんばったシンプー達へ〜（2005年）
- 月の子供（2007年）
- 北口ジャイアンツ（2007年） - 企画・出演
- キダリダ（2016年） - 企画・原案・映像監督・出演

### CM
- 安藤証券
- 中国銀行
- DDIセルラーグループ
- ビーイング
- 三本珈琲
- リクルート
- 六甲ランドAOIA

### スチール
- 大阪産業大学
- 作務衣カタログ